# Amástris (filha de Artaxerxes II)
Amástris foi uma filha e esposa do rei aquemênida Artaxerxes II.
Artaxerxes II era filho de Dario II e Parisátide; Dario e Parisátide eram meio-irmãos, sendo filhos de Artaxerxes I com, respectivamente, as babilônicas Cosmartidene e Ândria.
Artaxerxes II casou-se com duas de suas filhas, Atossa e Amástris.
Artaxerxes havia prometido suas filhas em casamento a vários nobres persas: Apama a Farnabazo, Rodoguna a Orontes I e Amástris a Tiribazo. Artaxerxes manteve a promessa a Farnabazo e Orontes, mas não com Tiribazo, e se casou com Amástris; em seu lugar, prometeu outra filha, mais nova, chamada Atossa, como noiva, mas ele também se apaixonou por Atossa, e se casou com ela.
Tiribazo passou a odiar Artaxerxes, e conspirou com Dario, filho mais velho e indicado como sucessor do rei; a conspiração falhou em assassinar Artaxerxes, e, na luta que se seguiu, Tiribazo foi morto.